# Viola Mihály
Viola Mihály (Ács, 1922. június 22. – Budapest, 1981. március 25.) magyar színész.

## Élete
1946-ban végzett a Színház- és Filmművészeti Főiskolán. 1946–1948 között a Művész-, 1948-tól a Kis Színház valamint több vidéki és fővárosi színházban szerepelt. 1950–1952 között a Honvéd Színház illetve a Magyar Néphadsereg Színháza tagja volt. 1954-1981 között a Vidám Színpad tagja volt, ahol főként kabarékban lépett föl. 
Elegáns, jó humorú, mindig mértékkel karikírozó színész volt. Jellegzetes hanghordozása a figyelmet rendszerint rá irányította. A színpadon nagy rutinnal mozgott, kiemelkedő színpadi mozgáskultúrával rendelkezett.

## Színházi szerepeiből
- Csongor (Vörösmarty Mihály: Csongor és Tünde)
- Oberon (William Shakespeare: Szentivánéji álom)
- Kossuth (Illyés Gyula: Fáklyaláng)
- Frank (Shaw: Warrenné mestersége)

## Filmes és televíziós szerepei
- És Ön mit tud? (1962)
- Nem értem a nőket… (1963)
- Világraszóló lakodalom (1967) – Szviderszkij
- Egyszerű kis ügy (1969)
- Házasodj, Ausztria! (1970)
- Bors II. (1970, tévésorozat)

- A papagáj akció (1970)
- A halhatatlan légiós (1971, játékfilm) – Kerékpáros katona
- Zenés TV Színház (1973-1976, tévésorozat)

- A szüzek városa (1973)
- Egy csók és más semmi (1976)
- Robog az úthenger (1976, tévésorozat)

- Háromnapos ünnep (1976)
- Második otthonunk (1977, tévésorozat)

- Az áruház (1977)
- Cigánykerék (1978)[3] – Gazdasági igazgató

## Szinkronszerepei
| Év   | Cím                                                             | Szereplő      | Színész    | Szinkron év |
| ---- | --------------------------------------------------------------- | ------------- | ---------- | ----------- |
| 1933 | Alice Csodaországban                                            | Gilbert bácsi | Leon Errol | 1976        |
| 1947 | Senki nem tud semmit                                            | N/A           | N/A        | 1981        |
| 1952 | Hölgy kaméliák nélkül                                           | Vincenzo      | N/A        | 1979        |
| 1974 | A rivális                                                       | N/A           | N/A        | 1976        |
| 1975 | Petrocelli – II/4. rész: A félelem árnyéka (1. magyar szinkron) | N/A           | N/A        | 1980        |

## Külső hivatkozások
- Magyar életrajzi lexikon I–IV. Főszerk. Kenyeres Ágnes. Budapest: Akadémiai.  1967–1994.
- Magyar színházművészeti lexikon. Főszerk. Székely György. Budapest: Akadémiai. 1994.  ISBN 963-05-6635-4
- Viola Mihály a Színházi adattárban. Országos Színháztörténeti Múzeum és Intézet. (Hozzáférés: 2025. március 24.)
- Adatai a Petőfi Irodalmi Múzeum katalógusában